# 丫蕊花属
丫蕊花属（学名：Ypsilandra）是百合科下的一个属，为多年生草本植物。该属共有5种，分布于缅甸及中国西南部和南部。